# Argyria hannemanni
Argyria hannemanni is een vlinder uit de familie van de grasmotten (Crambidae). De wetenschappelijke naam van de soort is voor het eerst geldig gepubliceerd in 1860 door Stanisław Błeszyński.